# Bhatewadi, Khanapur
Bhatewadi là một làng thuộc tehsil Khanapur, huyện Belgaum, bang Karnataka, Ấn Độ.